# Governo Sánchez II
Il Governo Sánchez II è stato il governo del Regno di Spagna, in carica per 3 anni 10 mesi 3 giorni dal 13 gennaio 2020 al 16 novembre 2023 (sebbene dimissionario dal 29 maggio 2023). Nato dal risultato delle elezioni del novembre del 2019, fu l’unico della XIV legislatura, nonché il primo governo di coalizione nella storia del paese dal ritorno alla democrazia.
Il 21 novembre 2023, gli successe il Governo Sánchez III.

## Storia

### Formazione
La formazione dell’esecutivo è stata contrassegnata da lunghe trattative con Podemos ed altri partiti minori, che, a differenza delle elezioni precedenti, hanno infine avuto successo e permesso la formazione dell’esecutivo, dopo l’approvazione della mozione di investitura il 7 gennaio 2020.
In definitiva, dunque, l'esecutivo si formò e resse su una maggioranza di centro-sinistra formata da PSOE/PSC, Podemos, IU-PCE, con l'appoggio esterno/astensione di alcuni partiti autonomisti (tra cui ERC, EAJ/PNV ed EHB) e minori.
- Il Governo al momento della sua formazione iniziale, 13 gennaio 2020;
- Il Governo dopo il primo rimpasto del dicembre 2020, 2 febbraio 2021;
- Il Governo dopo il secondo rimpasto del marzo 2021, 6 aprile 2021;
- Il Governo dopo il terzo rimpasto del luglio 2021, 13 luglio 2021;
- Il Governo dopo il quarto rimpasto del dicembre 2021, 28 dicembre 2021;

### Dimissioni e nuove elezioni
Il 29 maggio 2023, il giorno successivo alle elezioni regionali ed amministrative in cui il Partito Popolare (così come il centro-destra) ha nettamente superato il partito al potere per preferenze, il Governo, su volontà del suo Presidente, constatata la sconfitta, convoca un Consiglio dei ministri straordinario per rassegnare le dimissioni e convocare nuove elezioni.
Terminato quest’ultimo, Pedro Sánchez raggiunge contestualmente il palazzo reale, dove, poco dopo un breve colloquio con il Re Filippo VI, rassegna ufficialmente le dimissioni. Il capo dello stato, dunque, le accetta e invita l'esecutivo a rimanere comunque in carica per disbrigo degli affari correnti ed urgenti, accettando altresì di sciogliere le Corti Generali e di indire le elezioni anticipate per il 23 luglio.

## Situazione parlamentare
| Camera                 | Collocazione                | Partiti                                                                                                   | Seggi     |
| ---------------------- | --------------------------- | --- | --------- |
| Congresso dei Deputati | Governo                     | PSOE/PSC (120), UP (35)                                                                                   | 155 / 350 |
| Congresso dei Deputati | Appoggio esterno/Astensione | Appoggio esterno: EAJ/PNV (6), MP-EQUO (2), MC (1), NC (1), BNG (1), TE (1) Astensione: ERC (13), EHB (5) | 30 / 350  |
| Congresso dei Deputati | Opposizione                 | PP (88), VOX (52), CS (10), JxCat (8), CUP (2), NA+ (2), CC (1), FA (1), PRC (1)                          | 165 / 350 |

## Composizione
Partito Socialista Operaio Spagnolo (PSOE)
     Partito dei Socialisti di Catalogna (PSC)
     Indipendenti (su nomina del PSOE)
     Podemos (P) 
     Indipendenti (designati da CatCom)
     Sinistra Unita (IU) - Partito Comunista di Spagna (PCE)
| Carica                                                                                          | Titolare                                                | Titolare                                   | Titolare                                                             | Partito      |
| ----------------------------------------------------------------------------------------------- | ------------------------------------------------------- | ------------------------------------------ | -------------------------------------------------------------------- | ------------ |
| Presidente del Governo                                                                          |                                                         |                                            | Pedro Sánchez Pérez-Castejón                                         | PSOE         |
| Prima Vicepresidente                                                                            |                                                         |                                            | María del Carmen Calvo Poyato (fino al 12 luglio 2021)               | PSOE         |
| Prima Vicepresidente                                                                            |                                                         |                                            | Nadia María Calviño Santamaría (dal 12 luglio 2021)                  | Indipendente |
| Secondo/a Vicepresidente                                                                        |                                                         |                                            | Pablo Iglesias Turrión (fino al 31 marzo 2021)                       | P            |
| Secondo/a Vicepresidente                                                                        |                                                         |                                            | Nadia María Calviño Santamaría (dal 31 marzo al 12 luglio 2021)      | Indipendente |
| Secondo/a Vicepresidente                                                                        |                                                         |                                            | Yolanda Díaz Pérez (dal 12 luglio 2021)                              | IU - PCE     |
| Terza Vicepresidente                                                                            |                                                         |                                            | Nadia María Calviño Santamaría (fino al 31 marzo 2021)               | Indipendente |
| Terza Vicepresidente                                                                            |                                                         |                                            | Yolanda Díaz Pérez (dal 31 marzo al 12 luglio 2021)                  | IU - PCE     |
| Terza Vicepresidente                                                                            |                                                         |                                            | Teresa Ribera Rodríguez (dal 12 luglio 2021)                         | PSOE         |
| Quarta Vicepresidente (soppresso)                                                               |                                                         |                                            | Teresa Ribera Rodríguez (fino al 12 luglio 2021)                     | PSOE         |
| Affari esteri, Unione europea e Cooperazione                                                    |                                                         |                                            | Arancha González Laya (fino al 12 luglio 2021)                       | Indipendente |
| Affari esteri, Unione europea e Cooperazione                                                    | José Manuel Albares Bueno (dal 12 luglio 2021)          |                                            |                                                                      | Indipendente |
| Giustizia                                                                                       |                                                         |                                            | Juan Carlos Campo Moreno (fino al 12 luglio 2021)                    | PSOE         |
| Giustizia                                                                                       | María Pilar Llop Cuenca (dal 12 luglio 2021)            |                                            |                                                                      | PSOE         |
| Interno                                                                                         |                                                         |                                            | Fernando Grande-Marlaska Gómez                                       | Indipendente |
| Agricoltura, Pesca e Alimentazione                                                              |                                                         |                                            | Luis Planas Puchades                                                 | PSOE         |
| Trasporti, Mobilità e Agenda urbana                                                             |                                                         |                                            | José Luis Ábalos Meco (fino al 12 luglio 2021)                       | PSOE         |
| Trasporti, Mobilità e Agenda urbana                                                             |                                                         |                                            | Raquel Sánchez Jiménez (dal 12 luglio 2021)                          | PSC          |
| Salute                                                                                          |                                                         |                                            | Salvador Illa Roca (fino al 27 gennaio 2021)                         | PSC          |
| Salute                                                                                          |                                                         |                                            | Carolina Darias San Sebastián (dal 27 gennaio 2021 al 28 marzo 2023) | PSOE         |
| Salute                                                                                          | José Manuel Miñones Conde (dal 28 marzo 2023)           |                                            |                                                                      | PSOE         |
| Istruzione e Formazione professionale                                                           |                                                         |                                            | María Isabel Celaá Diéguez (fino al 12 luglio 2021)                  | PSOE         |
| Istruzione e Formazione professionale                                                           | María del Pilar Alegría Continente (dal 12 luglio 2021) |                                            |                                                                      | PSOE         |
| Finanze e Funzione pubblica Pubblica Amministrazione (inserito) Portavoce del Governo (rimosso) |                                                         |                                            | María Jesús Montero Cuadrado                                         | PSOE         |
| Economia e Trasformazione digitale                                                              |                                                         |                                            | Nadia María Calviño Santamaría                                       | Indipendente |
| Difesa                                                                                          |                                                         |                                            | María Margarita Robles Fernández                                     | Indipendente |
| Scienza e Innovazione                                                                           |                                                         |                                            | Pedro Francisco Duque Duque (fino al 12 luglio 2021)                 | Indipendente |
| Scienza e Innovazione                                                                           | Diana Morant Ripoll (dal 12 luglio 2021)                |                                            |                                                                      | Indipendente |
| Università                                                                                      |                                                         |                                            | Manuel Castells Oliván (fino al 20 dicembre 2021)                    | Indipendente |
| Università                                                                                      |                                                         | Joan Subirats Humet (dal 20 dicembre 2021) | Indipendente                                                         |              |
| Cultura e Sport                                                                                 |                                                         |                                            | José Manuel Rodríguez Uribes (fino al 12 luglio 2021)                | PSOE         |
| Cultura e Sport                                                                                 |                                                         |                                            | Miquel Octavi Iceta Llorens (dal 12 luglio 2021)                     | PSC          |
| Industria, Commercio e Turismo                                                                  |                                                         |                                            | María Reyes Maroto Illera (fino al 28 marzo 2023)                    | PSOE         |
| Industria, Commercio e Turismo                                                                  | Héctor José Gómez Hernández (dal 28 marzo 2023)         |                                            |                                                                      | PSOE         |
| Transizione ecologica e Sfida demografica                                                       |                                                         |                                            | Teresa Ribera Rodríguez                                              | PSOE         |
| Consumo                                                                                         |                                                         |                                            | Alberto Carlos Garzón Espinosa                                       | IU - PCE     |
| Politiche territoriali Portavoce del Governo (inserito) Pubblica Amministrazione (rimosso)      |                                                         |                                            | Carolina Darias San Sebastián (fino al 27 gennaio 2021)              | PSOE         |
| Politiche territoriali Portavoce del Governo (inserito) Pubblica Amministrazione (rimosso)      |                                                         |                                            | Miquel Octavi Iceta Llorens (dal 27 gennaio 2021 al 12 luglio 2021)  | PSC          |
| Politiche territoriali Portavoce del Governo (inserito) Pubblica Amministrazione (rimosso)      |                                                         |                                            | Isabel Rodríguez García (dal 12 luglio 2021)                         | PSOE         |
| Lavoro ed Economia sociale                                                                      |                                                         |                                            | Yolanda Díaz Pérez                                                   | IU - PCE     |
| Sicurezza sociale, Inclusione e Migranti                                                        |                                                         |                                            | José Luis Escrivá Belmonte                                           | Indipendente |
| Uguaglianza                                                                                     |                                                         |                                            | Irene María Montero Gil                                              | P            |
| Politiche sociali e Agenda 2030                                                                 |                                                         |                                            | Pablo Iglesias Turrión (fino al 31 marzo 2021)                       | P            |
| Politiche sociali e Agenda 2030                                                                 | Ione Belarra Urteaga (dal 31 marzo 2021)                |                                            |                                                                      | P            |
| Presidenza Rapporti con le Cortes e Memoria democratica                                         |                                                         |                                            | María del Carmen Calvo Poyato (fino al 12 luglio 2021)               | PSOE         |
| Presidenza Rapporti con le Cortes e Memoria democratica                                         | Félix Bolaños García (dal 12 luglio 2021)               |                                            |                                                                      | PSOE         |